# La Bonne à tout faire
Pour plus de détails, voir Fiche technique et Distribution.
La Bonne à tout faire (ou La Servante) est un film français réalisé par Georges Denola, tourné en 1911 et sorti le 14 février 1912.

## Fiche technique
- Titre : La Bonne à tout faire
- Titre de travail : La Servante
- Réalisation : Georges Denola
- Scénario : Georges Le Faure
- Photographie :
- Montage :
- Producteur :
- Société de production : Société cinématographique des auteurs et gens de lettres (S.C.A.G.L)
- Société de distribution :  Pathé Frères
- Pays d'origine :  France
- Langue : film muet avec les intertitres en français
- Métrage : 235 mètres
- Format : Noir et blanc — 35 mm — 1,33:1 — Muet
- Genre : Film dramatique
- Durée : 7 minutes 50
- Dates de sortie :
  -  France : 14 février 1912

## Distribution
- Mistinguett
- Lola Noyr
- Cécile Barré
- Massilia